# Gasterochiri
I Gasterochiri erano sette ciclopi dalla mole gigantesca. Si chiamavano così perche per guadagnarsi da vivere, ovvero da mangiare, facevano i muratori (γαστήρ gastér=pancia/stomaco, χείρ keír=mano|Γαστηρόχειρες Gasterocheires=Gasterochiri).
Erano artigiani originari della Licia.

## Storia
Preto dopo essere stato scacciato da suo fratello Acrisio tornò con un esercito licio nell'Argolide e si portò dietro i sette ciclopi. L'esercito  era stato fornito da Iobate re di Licia, nonché suocero di Preto. I ciclopi edificarono le mura di Tirinto, che divenne la fortezza di Preto e in seguito, le mura di Micene e Midea, per conto del nipote di Acrisio, Perseo figlio di Danae e Zeus.
Perseo è ritenuto il fondatore di Micene.
I Gasterochiri usarono pietre così grandi per edificare le imponenti mura di questa città, che si diceva che due muli non avrebbero potuto spostarle: nacque così la leggenda dei muratori dalle dimensioni ciclopiche.